# 赵倩 (演员)
赵倩，中国女演员，北京人。毕业于上海戏剧学院表演系。就职于中国青年艺术剧院，后合并为中国国家话剧院。

## 作品

### 电影
- 《万箭穿心》饰演 万晓景 2012
- 《核磁共振》饰演 张陆梅 2010
- 《家有轿车》饰演 菁菁 2002
- 《我爱长发飘飘》2000
- 《雪山义侠》1991
- 《成长》饰演 母亲
- 《美丽的家》饰演 大雨
- 《平原上的河》饰演 警察媳妇
- 《天天有太阳》 饰演 赵倩

### 电视剧
- 《马兰谣》 饰演 王淑琴
- 《天使的城》饰演 王美凤
- 《正午阳光》2013 饰演 金华
- 《推拿》 饰演：韩秋霞
- 《爱情二十年》2008 饰演 林悦
- 《水与火的缠绵》饰演 黄汉香
- 《生死边沿》饰演：青凤
- 《大唐情史》饰演 长孙皇后
- 《至尊食王》饰演 孝庄文皇后
- 《欢喜亲家》2008 饰演 鲁启源
- 《金羊毛》饰演 曹夫人
- 《上门女婿》2006 饰演 杨柳柳
- 《咱们村里年轻人》2005 饰演 乔秀莲
- 《明天还是结婚吧》饰演 陈丽
- 《贫嘴张大民的幸福生活》1998 饰演 张大雨
- 《金钱本色》1997
- 《因為遇見你》2017 饰演 何娟 (何金花)
- 《浪花一朵朵》2017 飾 路阿姨（唐一白母親）
- 《夏至未至》飾演 小司媽媽
- 《漂白》飾演 甄珍媽媽

### 综艺节目
- 2015-04-13 一站到底
- 2011-04-05 第一时尚

### 话剧
- 《离去》饰演：艾尔玛
- 《花事如期》 饰演：海伦
- 《莲花》饰演：莲花
- 《海鸥》饰演：阿尔卡基娜
- 《欲望花园》饰演：詹妮
- 《雷雨》饰演：繁漪
- 《三毛线歌剧》饰演：柏丽
- 《报警者》饰演：朱小满
- 《离婚了就别来找我》饰演：师红
- 《全是北京人》饰演：王珊